# Lieberkühn-Spiegel

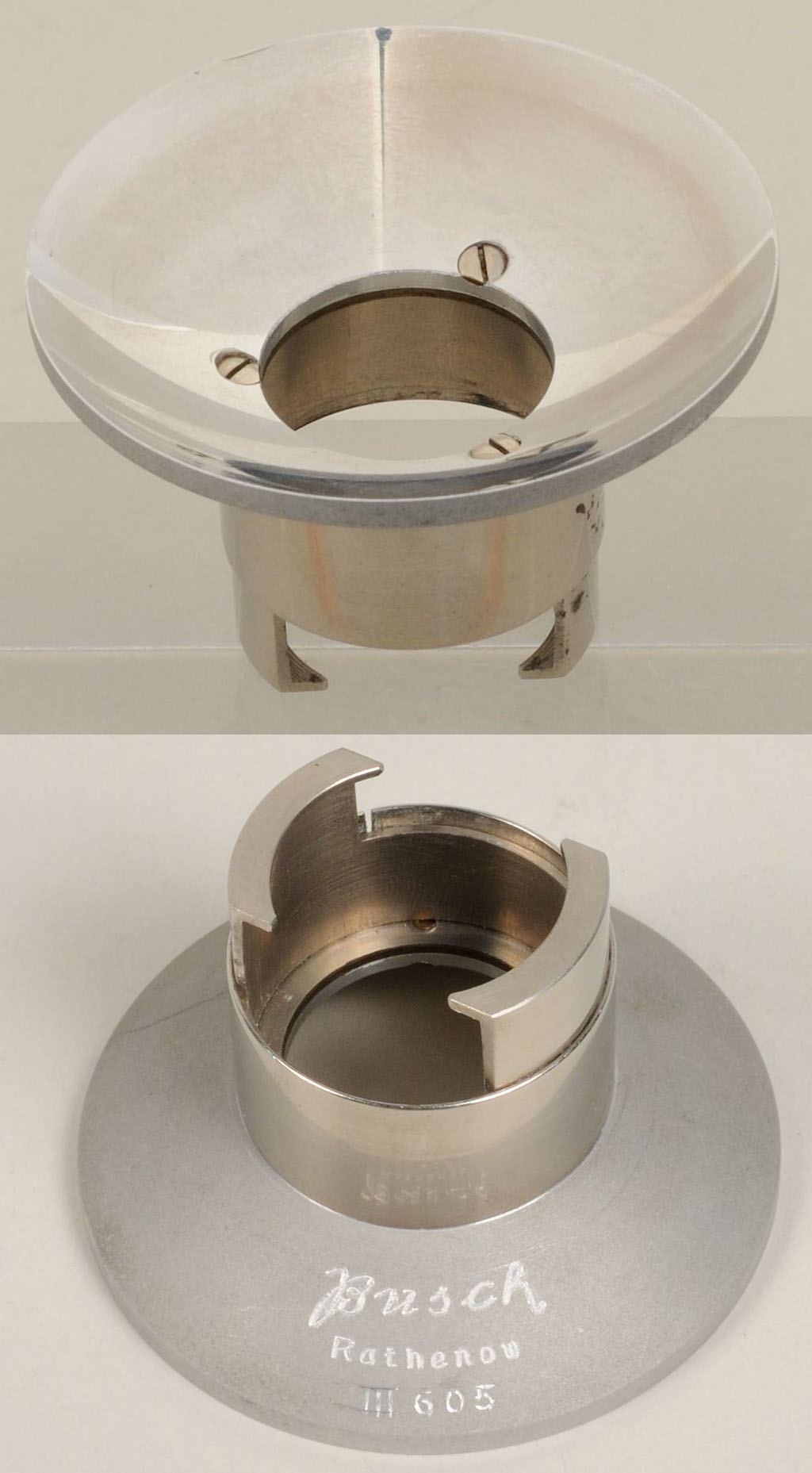
Ein Lieberkühn-Spiegel der Firma Emil Busch AG von ca. 1930 aus der digitalen Sammlung des Deutschen Museums.

Ein Lieberkühn-Spiegel ist eine Beleuchtungseinrichtung für Auflichtmikroskopie bei Lichtmikroskopen.
Er läuft um das Objektiv herum, die verspiegelte Fläche zeigt Richtung Präparat. Mit ihm ist es möglich, ein undurchsichtiges Objekt im Auflicht, also von der Seite des Objektivs, zu beleuchten, wenn sich die Lichtquelle hinter dem Präparat befindet.
Die Einrichtung wurde nach Johann Nathanael Lieberkühn (1711–1756) benannt, dem die Erfindung fälschlicherweise zugeschrieben wurde. Tatsächlich sind entsprechende Spiegel schon von früheren Mikroskopikern beschrieben und eingesetzt worden. Durch Lieberkühns Arbeiten wurden die Spiegel jedoch ab 1740 sehr populär und gehörten für über 100 Jahre zum Standardzubehör von Mikroskopen. Ab der zweiten Hälfte des 19. Jahrhunderts nahm die Verbreitung ab, so dass Lieberkühn-Spiegel im 21. Jahrhundert in der Mikroskopie kaum noch anzutreffen sind.

## Name
Lieberkühn-Spiegel werden auch als Lieberkühnspiegel oder Lieberkühnscher Parabolspiegel bezeichnet.
Lieberkühns Name ist nicht nur im Deutschen mit dem Spiegel verbunden.
Im Englischen wird er Lieberkühn reflector, Lieberkühn mirror
oder nur Lieberkühn genannt, im Französischen miroir concave de Lieberkühn
Tatsächlich finden sich die ältesten entsprechenden Fundstellen in der englischen Literatur.
1739 oder 1740 führte Lieberkühn den von ihm gebauten Spiegel der Royal Society in London vor. Danach erschienen einige englische Arbeiten, in denen Lieberkühn die Erfindung dieser Auflichtbeleuchtung zugeschrieben wurde und entsprechende Vorrichtungen wurden nach ihm benannt. Die älteste dokumentierte Verwendung der Bezeichnung findet sich bei Benjamin Martin (1704–1782) in einer Mikroskopbeschreibung von 1776 als „concave speculum or lieberkuhn“.

## Funktionsweise und Strahlengang

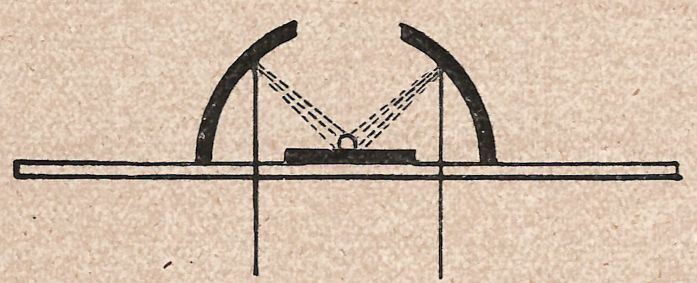
Schema der Beleuchtung mit Lieberkühn-Spiegel. Das Licht kommt von unten (senkrechte Striche) und wird an der Oberfläche des Hohlspiegels (runde schwarze Balken) reflektiert (gestrichelte Linien) um auf das Objekt (Kreis) zu fallen. Das Objektiv (nicht gezeichnet) befindet sich in der Lücke des Hohlspiegels. Aus Kaiserling, 1919.

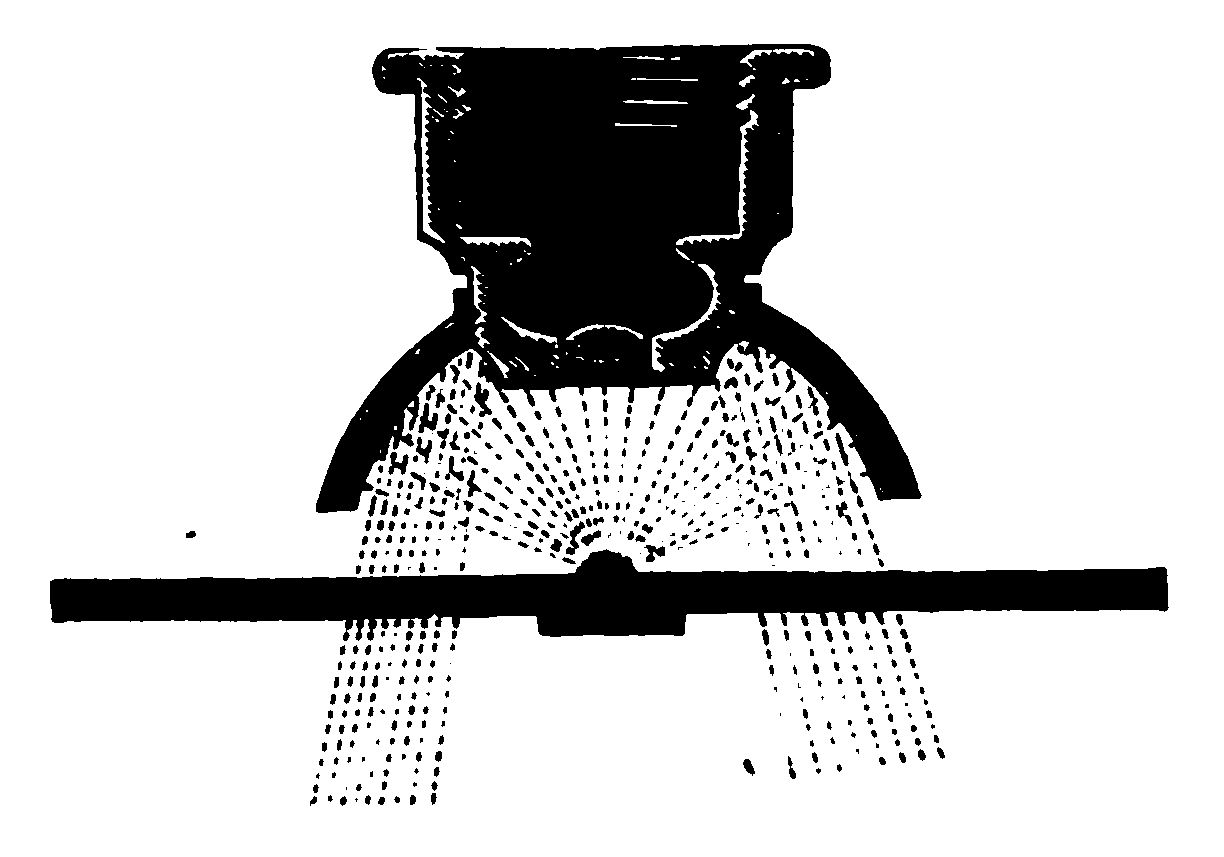
Schemazeichnung mit Objektiv. Der Lieberkühn-Spiegel ist im unteren Bereich des Objektivs aufgeschraubt. Aus Dippel, 1867.

Das Prinzip sei an einem heute üblichen (aufrechten, zusammengesetzten) Mikroskop erklärt, bei dem die Lichtquelle das Licht von unten auf das Präparat strahlt.  Bei Verwendung des Lieberkühn-Spiegels wird die Öffnung im Mikroskoptisch mit einer flachen Glasplatte oder einem Objektträger abgedeckt, worauf das Objekt aufgelegt ist. Unter das Objekt oder unten am Objektträger wird ein dunkles, undurchsichtiges Scheibchen gelegt oder befestigt, welches gerade groß genug ist, um direktes Einstrahlen des Lichts in das Objektiv am Objekt vorbei zu vermeiden. Das Licht wird also zunächst seitlich am zu beobachtenden Objekt und am Objektiv vorbei geleitet.
Der Lieberkühn-Spiegel läuft ganz um das Objektiv herum, er hat ein zentrales Loch, durch welches er auf das Objektiv aufgesetzt wird und einen typischen Durchmesser von 20 bis 25 Millimetern. Die verspiegelte Innenseite zeigt Richtung Präparat. Ein Lieberkühn-Spiegel ist ein Hohlspiegel, der seinen Brennpunkt idealerweise an der gleichen Stelle hat, an der sich das scharf gestellte, zu beobachtende Objekt befindet.
Bei Verwendung des Spiegels im zusammengesetzten Mikroskop wird das Licht ungefähr parallel zur optischen Achse, also typischerweise senkrecht von unten, eingestrahlt.
Die Beleuchtung entspricht demnach nicht der sonst heute üblichen Köhlerschen Beleuchtung, bei der ein Kondensor einen Lichtkegel formt, an dessen Brennpunkt sich das Objekt befindet. Am Lieberkühn-Spiegel wird das am Objekt vorbei gestrahlte Licht reflektiert und fällt von seitlich oben auf das Objekt und zwar aus allen seitlichen Richtungen, so dass wenig Schatten entsteht. Das mikroskopische Bild erscheint daher eher reliefarm. Da Licht, welches an Objektoberflächen senkrecht zur optischen Achse (parallel zum Mikroskoptisch) reflektiert wird, am Objektiv vorbei geleitet wird, handelt es sich bei dieser Anordnung um eine Dunkelfeldbeleuchtung.
Bei niedrigen Vergrößerungen kann statt eines Lieberkühn-Spiegels für Auflichtbeleuchtung eine Lichtquelle seitlich oberhalb des Präparats positioniert werden, die direkt das Objekt belichtet. Bei höheren Vergrößerungen funktioniert dies jedoch nicht mehr, da höher vergrößernde Objektive einen geringen Arbeitsabstand haben und daher das Objektiv einen Schatten auf das Objekt werfen würde. Für Gesamtvergrößerungen (inklusive Okularvergrößerung) von etwa 200- bis 400-fach wurde daher ein Lieberkühn-Spiegel für Auflichtbeleuchtung empfohlen.

## Variationen
Statt eines Hohlspiegels kann auch ein flacher Spiegel im 45°-Winkel verwendet werden.
Durch Blenden, die die Beleuchtung auf einen Teilwinkel des ursprünglichen Beleuchtungfeldes beschränken, wird das Objekt nicht mehr von allen Seiten, sondern nur noch aus einer Richtung beleuchtet. Dadurch kann ein stärkerer Reliefeindruck erzeugt werden.
Durch Weglassen des dunklen Scheibchens unter dem Objekt kann eine gemischte Beleuchtung erzeugt werden, die für manche Präparate wie beispielsweise Textilien hilfreich sein kann (Hellfeld-Durchlicht-Dunkelfeld-Auflicht-Kombinationsbeleuchtung).
Wenn statt einem spiegelnden Lieberkühn-Spiegel mattweiße Flächen eingesetzt werden, so wird das Objekt mit zerstreutem Licht beleuchtet, ein Effekt, der sich auch durch einen matten Filter zwischen Lichtquelle und Mikroskoptisch erreichen lässt. Ein mattweißer Lieberkühn-Spiegel kann aus Gips hergestellt werden, indem dieser in ein rundes Gefäß gefüllt wird und in den noch feuchten Gips ein Gummiball gedrückt wird. Nach Erstarren und Bohren eines Lochs für das Objektiv kann die entstandene Gipsglocke auf den Mikroskoptisch aufgesetzt werden.

## Einschränkungen
Ein Lieberkühn-Spiegel ist nur verwendbar, wenn das Objekt klein genug ist um noch genügend Licht seitlich vorbei zu lassen. Die Anwendbarkeit hängt daher auch von der Größe des Lochs im Mikroskoptisch ab. Günstig sind Objekte von unter einem Zentimeter Ausdehnung. Wie groß das Loch im Mikroskoptisch sein muss und wie groß das Objekt sein darf, hängt auch von der Größe des verfügbaren Lieberkühn-Spiegels ab. Ein Lehrbuch von 1933 gibt eine minimale Lochgröße von 30 mm und eine maximale Objektgröße von 16 mm an.
Um eine optimale Ausleuchtung zu erreichen, sollte der Brennpunkt des Hohlspiegels an der gleichen Stelle liegen wie das scharfgestellte zu beobachtende Objekt. Daher muss für jedes Objektiv ein eigener, passender Lieberkühnspiegel verwendet werden, oder für schwächer vergrößernde Objektive mit mehr Arbeitsabstand eine seitliche Lichtquelle verwendet werden.
Das Objektiv darf sich nicht zu dicht am Präparat befinden, da es sonst einen Schatten auf das Objekt wirft und letzteres dunkel bleibt. Günstig sind daher Objektive mit mehreren Millimetern Arbeitsabstand. Da Objektive mit sehr hoher Auflösung in der Regel einen kleinen Arbeitsabstand aufweisen, können diese nicht verwendet werden. Ein Lehrbuch von 1933 beschreibt, dass sich nur Objektive mit einer Brennweite größer als 7–8 mm mit einem Lieberküh-Spiegel verwenden lassen.
Auch Objektive mit Immersion können prinzipbedingt nicht verwendet werden.

## Geschichte

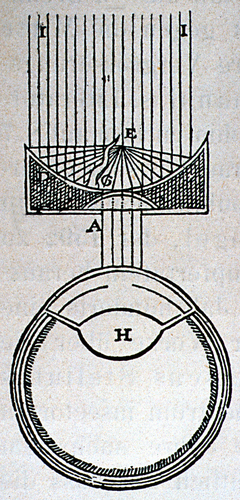
Zeichnung eines einfachen Mikroskops von Descartes, 1637. Das Präparat (E) wird von einem Metallstift (G) gehalten. Das eingestrahlte Licht wird vom Spiegel auf das Präparat umgeleitet. Dieses wird durch die plankonkave Glaslinse am Boden des Gehäuses vergrößert und vom Auge des Betrachters erfasst.

### Descartes, Leeuwenhoek und Kircher
René Descartes veröffentlichte 1637 sein Buch „Dioptrik“, in dem das 9. Kapitel Brillen, Fernrohre und Mikroskope behandelte. Darin finden sich auch zwei Zeichnungen, die Beleuchtungen mit Lieberkühn-Spiegel skizzieren, zuerst für ein einfaches Mikroskop und einige Seiten weiter für ein zusammengesetztes. Im Gegensatz zu den heute üblichen „zusammengesetzten Mikroskopen“ mit Objektiv und Okular haben einfache Mikroskope nur eine einzige Linse, also nur ein stark vergrößerndes Objektiv aber kein Okular. Bis ins 19. Jahrhundert lieferten einfache Mikroskope bessere Auflösungen, da sich ohne Möglichkeit zur Korrektur der chromatischen Aberration die Bildfehler von Objektiv und Okular im zusammengesetzten Mikroskop multiplizierten. Es wird vermutet, dass es sich bei Descartes’ Zeichnungen um Entwürfe handelt, die nie gebaut wurden, da die Technologie zu Descartes’ Zeiten noch nicht weit genug entwickelt gewesen sei.
Auch bei Antoni van Leeuwenhoek findet sich die Beschreibung eines durchbohrten Hohlspiegels zur Erzeugung von Auflichtbeleuchtung., ebenso wie bei Athanasius Kircher („Ars magna lucis et umbrae“, 1646). Leeuwenhoek und Kircher nutzten für ihre Arbeiten ein „einfaches Mikroskop“.

### Propagierung durch Lieberkühn
Eine besondere Bauform des einfachen Mikroskops war das Zirkelmikroskop, das ab dem Ende des 17. Jahrhunderts gebaut wurde. Wie ein Zirkel hatte es zwei Schenkel, deren Abstand zueinander in feinen Schritten geändert werden konnte. Auf einem der beiden Schenkel befand sich das Objektiv, auf dem anderen wurde das Präparat befestigt, welches durch Veränderung des Schenkelabstands scharf gestellt werden konnte.
Ein solches Zirkelmikroskop entwarf und verwendete auch Johann Nathanael Lieberkühn. Er stattete es mit Lieberkühn-Spiegel aus, untersuchte unter anderem die Därme von Hunden und beschrieb die Lieberkühn-Krypten. 1739 oder 1740 konnte er seine Entwicklung der Royal Society in London vorführen. Daraufhin wurden Lieberkühn-Spiegel auch in England sehr populär und die Erfindung wurde ihm zugeschrieben und nach ihm benannt. Für die folgenden 150 Jahre gehörten Lieberkühn-Spiegel zum Standardzubehör von Mikroskopen.

„But by far the most useful of Lieberkuhn’s microscopes was the one for viewing opaque objects, by means of which he made so many important discoveries in the minute structure of the mucous membrane of the alimentary canal, as to immortalize his name. ... The Lieberkuhn, is that part of the instrument which is the most important, and is in general use even in the present day“

„Bei weitem das nützlichste von Lieberkühns Mikroskopen war jenes für die Beobachtung undurchsichtiger Objekte, womit er so viele wichtige Entdeckungen in den winzigen Strukturen der Schleimhaut des Verdauungskanals machte, dass sein Name unsterblich wurde. ... Der Lieberkühn-Spiegel ist der wichtigste Teil des Instruments und er ist selbst heute noch im allgemeinen Gebrauch.“

In deutschsprachigen Mikroskopiebüchern von 1950 und 1957 wird die Erfindung ebenfalls Lieberkühn zugerechnet. Es finden sich Aussagen zur Auflicht-Beleuchtung mittels Hohlspiegel wie: „Die erste Anordnung dieser Art war der Lieberkühn-Spiegel von 1738.“ In einem Buch von 1988 heißt es dagegen: „J.N. Lieberkühn führte 1738 den nach ihm benannten Hohlspiegel für die Auflichtbeleuchtung ein, wie ihn in ähnlicher Form 100 Jahre vorher schon Descartes verwendet hatte.“

### Lieberkühn-Spiegel an zusammengesetzten Mikroskopen

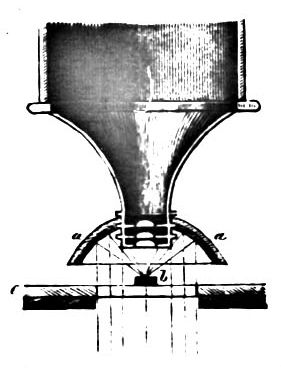
Lieberkühnspiegel am Objektiv eines zusammengesetzten Mikroskop. Aus Hannover, 1854

Auch bei zusammengesetzten Mikroskopen wurden Lieberkühnspiegel über die Jahrhunderte eingesetzt. Die Einschätzung der Bedeutung des Lieberkühn-Spiegels in der zweiten Hälfte des 19. Jahrhunderts erscheint uneinheitlich. Mikroskopie-Bücher stellen drei Möglichkeiten zur Auflichtbeleuchtung dar: 1. Einfaches Tageslicht bei sehr geringen Vergrößerungen. 2. eine große Sammellinse, einen Hohlspiegel oder ein Prisma, die, der oder das oberhalb seitlich neben dem Präparat steht und einfallendes Licht auf das Objekt bündelt, für geringe Vergrößerungen. Und eben 3. den Lieberkühn-Spiegel. Einige Bücher bezeichnen ihn als die Möglichkeit der Auflichtbeleuchtung für „stärkere Vergrößerungen“ beziehungsweise Vergrößerungen von 200- bis 400-fach (Hannover, 1854; Dippel, 1867).
Andere bezeichnen ihn als eine „seltener gebrauchte Vorrichtung“, bei der die Vergrößerung „in der Regel 200 im Durchmesser nicht übersteigen“ darf (Vogel, 1867) oder als „früher viel benutzt, jetzt selten verwendet“ (Carpenter, 1856; Hogg, 1867). Ein deutschsprachiges Lehrbuch von 1933 führt als Hersteller von Lieberkühn-Spiegeln nur die beiden Firmen Busch aus Rathenow und O. Himmler aus Berlin auf, woraus sich ergibt, dass die großen Mikroskophersteller Leitz, Reichert, Zeiss und Winkel diese nicht herstellten.
Von einigen Anwendern der Fluoreszenzmikroskopie wurden Anfang des 20. Jahrhunderts ebenfalls Lieberkühn-Spiegel für die Auflichtbeleuchtung undurchsichtiger Präparate verwendet. Neue metallische Spiegelflächen reflektierten das UV-Licht für die Anregung sehr gut, so dass helle Fluoreszenzen erzeugt wurden.

## Historische Abbildungen und Mikroskope mit Lieberkühn-Spiegel

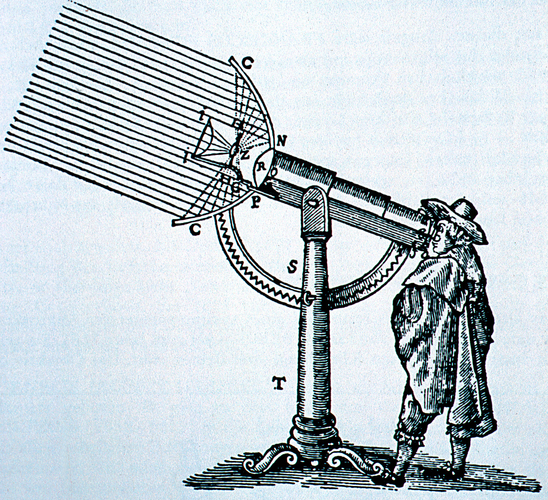
Zeichnung eines zusammengesetzten Mikroskops bei Descartes, 1637. Der Großteil der Beleuchtungsstrahlen trifft auf einen Lieberkühn-Spiegel, von wo sie zum Präparat (Z) reflektiert werden. Der Beobachter ist hier stark verkleinert eingezeichnet, stattdessen hätte auch nur ein Auge gezeichnet sein können.
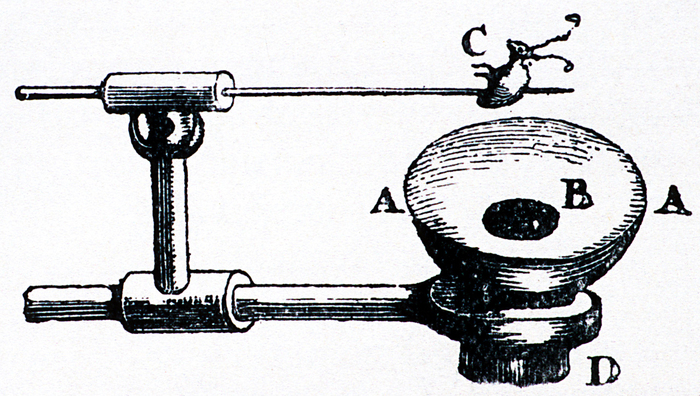
Zirkelmikroskop nach Lieberkühn, ca. 1740. Das Präparat (C) wird durch den Hohlspiegel (A A) beleuchtet und durch das Objektiv (bei B) beobachtet, Auge bei (D).
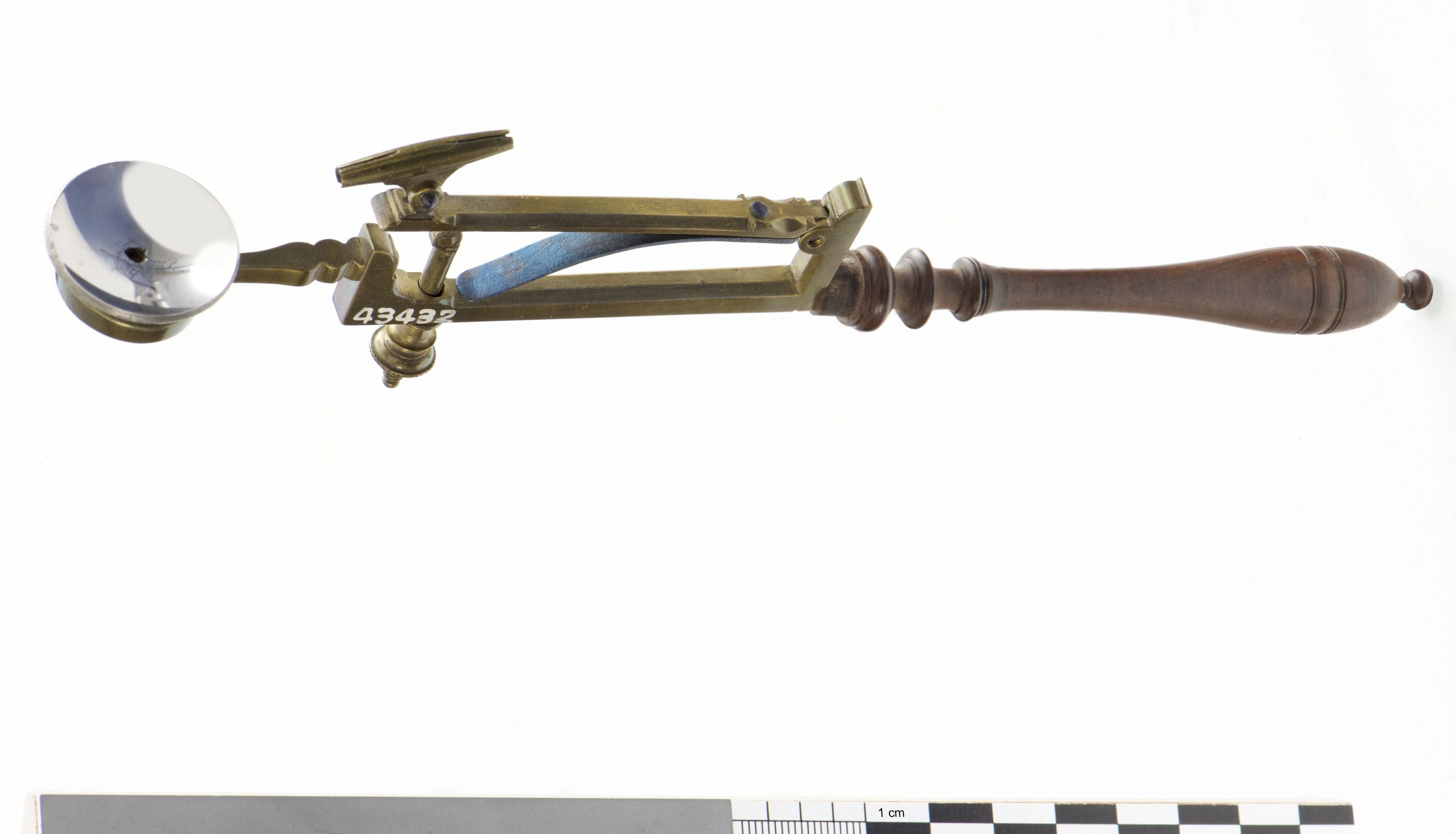
Zirkelmikroskop mit Lieberkühnspiegel aus der ersten Hälfte des 18. Jahrhunderts, vermutlich von Georg Friedrich Brander. Im Loch in der Mitte des Spiegels befindet sich die Vergrößerungslinse. In den Halter an der Oberseite kann eine Nadel mit dem Präparat befestigt werden. Der Abstand der beiden Schenkel lässt sich mittels Rändelschraube sehr genau einstellen.
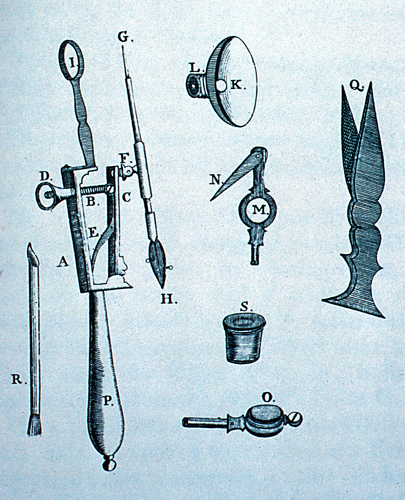
Zirkelmikroskop nach Lieberkühn mit Zubehör, Illustration von 1769. Der Lieberkühn-Spiegel ist in der Mitte oben. Zwischen K und L befindet sich die fest am Spiegel eingebaute Linse. Bei I (links oben) wird der Spiegel befestigt.
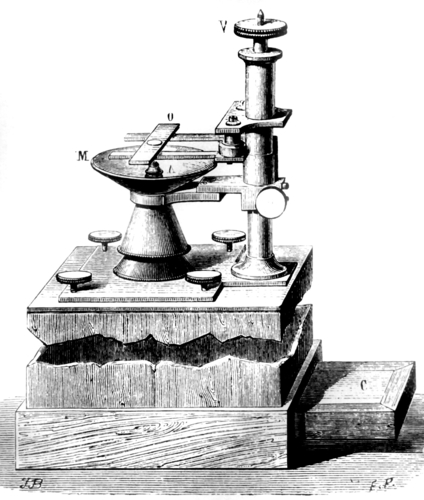
Photomikroskop von Camille Sébastien Nachet, Paris, 1863. Dieses inverse Mikroskop wird von oben beleuchtet. Der große Lieberkühn-Spiegel (M; «grand miroir concave de Lieberkühn»[6]) wirft das Licht von unten auf das Präparat. Das Objektiv befindet sich unterhalb des Präparats und erzeugt ein Bild auf dem lichtempfindlichen, photographischen Material im darunter liegenden Gehäuse.
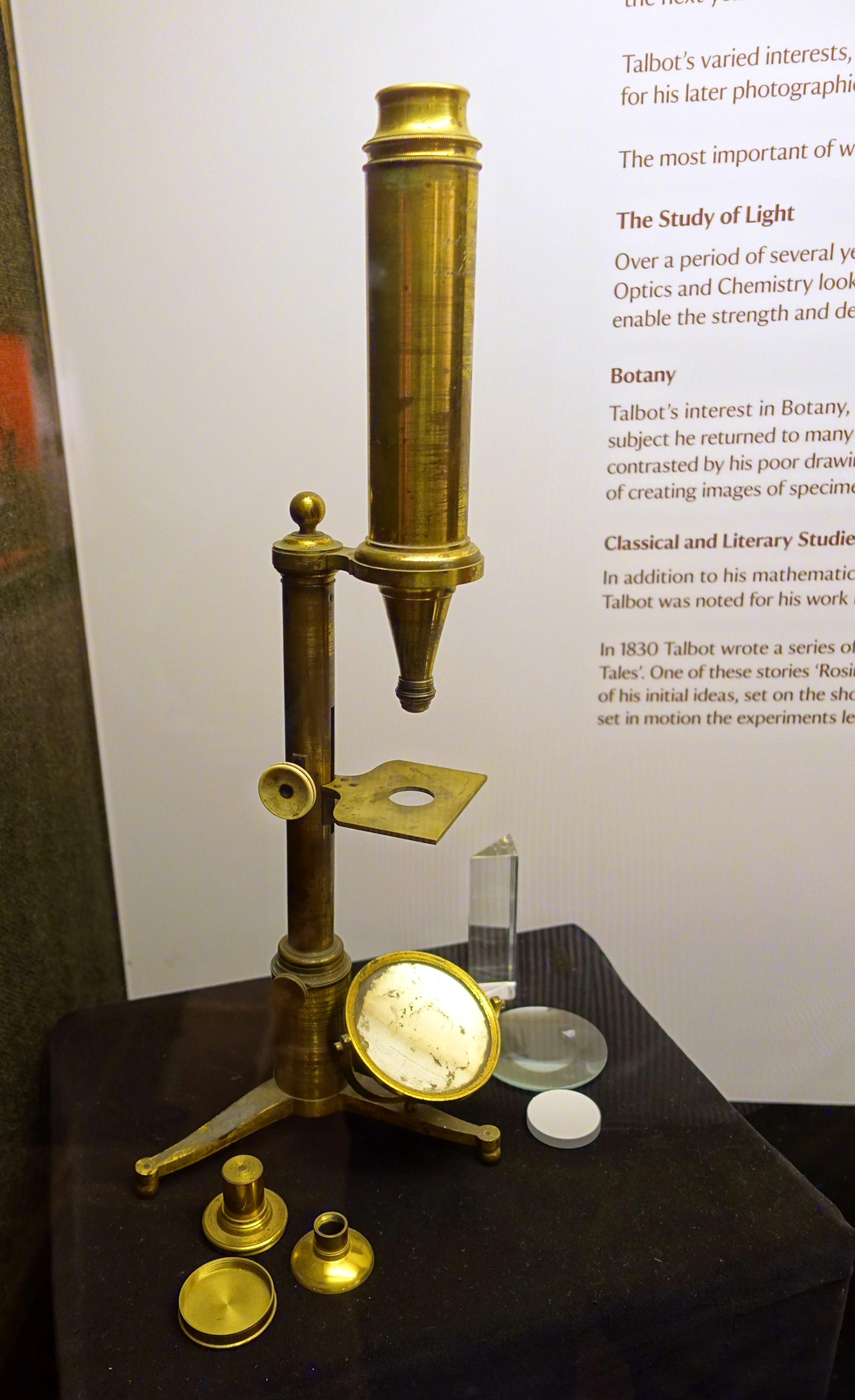
Zusammengesetztes Mikroskop von Chevalier aus dem 19. Jahrhundert. Von den drei vorne liegenden Zubehörteilen ist das rechte ein Lieberkühn-Spiegel.
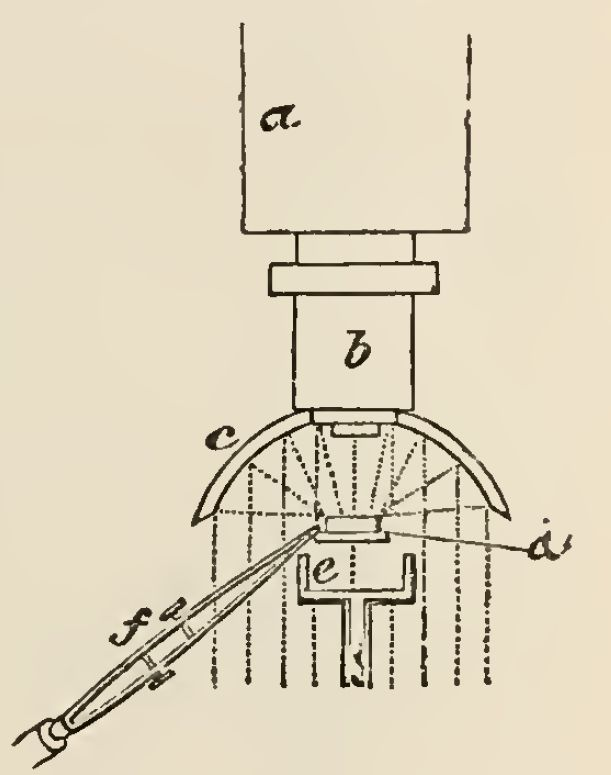
Schema der Funktionsweise des Lieberkühnspiegels (c) an einem zusammengesetzten Mikroskop von 1867. Das Präparat (d) ist hier nicht auf eine Glasplatte aufgelegt, es wird mit einer Pinzette (f) gehalten. a Mikroskoptubus, b Objektiv, e Abdunklung gegen direktes Licht.